# Pectoralis minor

Pectoralis minor

Pectoralis Minor eller lilla bröstmuskeln är en muskel mellan bröstkorgens 3-5:e revben och korpnäbbsutskottet på skulderbladet.
Dess huvudfunktioner är: Inåtrotation och depression samt abduktion av skulderbladet.
Den arbetar tillsammans med Serratus anterior och Pectoralis Major vid abduktion
Abduktion av skulderbladet kallas även protraktion.

## Styrketräning
Att isolera pectoralis minor är nästan omöjligt då det finns ett antal muskler som blandar sig i, men då denna muskel har en ganska liten betydelse så tränas den ofta i form av synergist till andra muskler i olika övningar. Vid framåtroterad axel är det däremot viktigt att fokusera stretching av denna muskel. Detta göra bäst genom att hålla överarmen eleverad i 90 grader, underarmen pekandes uppåt och med hjälpmedel såsom en dörrpost eller en träpinne försiktigt rotera axelt dorsalt
Bänkpress och armhävningar är bra övningar för Pectoralis minor.